# Květozobcovití
Květozobcovití (Paramythiidae) jsou nepočetná čeleď pěvců, kterou tvoří pouze dva rody: rod Oreocharis zahrnuje druh květozobec sýkorovitý (O. arfaki), rod Paramythia zahrnuje druh květozobec chocholatý (P. montium), od něhož bývá osamostatňován i druh Paramythia olivacea. Zástupci této čeledi žijí endemicky na Nové Guineji.

## Popis
Květozobcovití dosahují délky těla 12 až 22 cm. Tělo je malé až středně velké, vejčitého tvaru. Křídla jsou středně dlouhá, ocas krátký až středně dlouhý. Mohutná hlava je nesena na krátkém, tlustém krku. Zobák je krátký až středně dlouhý, svým tvarem rovný až mírně zakřivený. Peří se vyznačuje pestrým zbarvením: květozobec chocholatý má olivově zelený hřbet kontrastující s výrazným černým, žlutým a bílým vzorem, rod Paramythia vyniká částečně šedomodrým opeřením, jež se táhne od příuší až po spodní partie. U květozobce sýkorovitého se objevuje pohlavní dimorfismus, kdy samice mívají fádnější odstíny ve srovnání se samčím protějškem.

## Systematika
Květozobcovití se řadí v rámci kladu pěvců Orioloidea, příbuzenské vztahy však zůstávají sporné. Dvě studie naznačují sesterský vztah s žluvovitými (Oriolidae), novější práce Jønsson & kol., 2011 naznačuje sesterský vztah s kosovcovitými (Psophodidae). Studie Aggerbeck & kol., 2014 čeleď Paramythiidae identifikuje jako sesterskou vůči kosovcovitým a zelenáčkovitým (Vireonidae).

## Chování a ekologie
Květozobcovití se živí především drobným ovocem, zejména bobulemi. Květozobec sýkorovitý se však přiživuje i květy či poupaty, rod Paramythia loví i drobné bezobratlé.
Informace o hnízdním chování se opírají zejména o studie rodu Paramythia. Jde o monogamní ptáky s biparentální péčí, již si budují objemné miskovité hnízdo, které umisťují na vidlici stromu nebo keře, přičemž samice snáší jedno vejce. U květozobce sýkorovitého byl pozorován pár se dvěma mláďaty, takže jeho snůšky zřejmě činí alespoň dvě vejce. Inkubaci obstarává pouze samice, péči o následné potomstvo oba rodiče. Inkubační doba trvá asi 12 dní, zbylé informace o hnízdění zůstávají jen špatně probádány.